# ニーベルンゲン行進曲
『ニーベルンゲン行進曲』（独: Nibelungen Marsch）は、ドイツの作曲家ゴットフリート・ゾンタークが作曲した行進曲。
曲のタイトルが示しているように、この曲はゾンタークのオリジナルではなく、ワーグナーの楽劇『ニーベルングの指環』の旋律をつなぎ合わせて作曲された。
ナチス・ドイツ時代には、ナチス党大会の党旗入場、閉幕時のみ演奏されていた。
「バーデンヴァイラー行進曲」などと同じく、ナチスとの繋がりがあったためか、戦後はあまり演奏されていない。